# Da Boom Crew
Da Boom Crew è una serie televisiva animata statunitense-canadese del 2004, creata da Bruce W. Smith, John Patrick White e Stiles White e prodotta da Berliner Film Companie e Jambalaya Studios.

## Episodi
| Stagione       | Episodi | Prima TV originale | Prima TV Italia |
| -------------- | ------- | ------------------ | --------------- |
| Prima stagione | 13      | 2004-2005          | inedita         |

## Personaggi e doppiatori
- Justin
- Nate
- Jubei
- Ricki
- Dent
- "Great Commander" Blurp
- Zorch
- Headlock
- Hetra

## Distribuzione
La serie è stata trasmessa per la prima volta negli Stati Uniti su Kids' WB dal 11 settembre al 2 ottobre 2004, per un totale di sei episodi ripartiti su una stagione.
In Italia la serie è inedita.